# Biib Strykers
Biib Strykers là một câu lạc bộ bóng đá Palau thành lập năm 2012 và thi đấu ở Giải bóng đá vô địch quốc gia Palau, giải bóng đá cấp độ cao nhất ở Palau tại Mùa giải Mùa xuân 2012.

## Lịch sử
Biib Strykers được thành lập năm 2012 như là một câu lạc bộ để tham gia Giải bóng đá vô địch quốc gia Palau, khởi tranh vào cùng năm đó. Họ về đích thứ 4 trong mùa giải đầu tiên tại mùa giải Mùa xuân 2012, và không tham gia mùa giải Mùa thu.

## Đội hình hiện tại
Tính đến 15 tháng 11 năm 2012
Ghi chú: Quốc kỳ chỉ đội tuyển quốc gia được xác định rõ trong điều lệ tư cách FIFA. Các cầu thủ có thể giữ hơn một quốc tịch ngoài FIFA.
| Số | VT | Quốc gia             | Cầu thủ           |
| -- | -- | -------------------- | ----------------- |
| 2  |    | Palau                | Teancum Carlson   |
| 3  |    | Nhật Bản             | Tokue Keisuke     |
| 4  |    | Palau                | Uchelsurg Carlson |
| 5  |    | Hoa Kỳ               | Dave Shipper      |
| 6  |    | Quần đảo Bắc Mariana | Leo Mendiola      |
| 7  |    | Palau                | Sergio Ngirangas  |
| 8  |    | Hoa Kỳ               | Megan Knize       |

| Số | VT | Quốc gia    | Cầu thủ           |
| -- | -- | ----------- | ----------------- |
| 9  |    | Palau       | Mac Saso          |
| 10 | TM | Palau       | Robert Bishop     |
| 11 |    | Palau       | Karol Isip        |
| 12 |    | Palau       | Timothy Rafael    |
| 13 |    | Palau       | Mirblush Tmetuchl |
| 14 |    | Philippines | Luke Caberte      |
| 15 |    | Palau       | Rudy Gabriel      |

Nguồn: